# 12AX7
12AX7（ヨーロッパでは ECC83）は、12AV6(6AV6）双二極・三極複合真空管の三極部分だけが2組封入されたものに相当する双三極ミニチュア真空管である。

## 概要
1946年にRCAのニュージャージー州カムデンの工場で開発され、開発時の型番はA-4522で、1947年9月15日の発売時に、製品名12AX7とされた。
12AX7は、もともとオーディオ用増幅管である双三極GT管の6SL7ファミリーをミニチュア管で代替する用途で開発されたものである。電圧利得が大きく、ギターアンプ用真空管として多く使用され、発売以来継続して生産されている数少ない小信号用真空管である。
12AX7は基本的に 6AV6の三極管部分だけを 2組封入したものに相当する双三極管である。
その6AV6は、AMラジオに使用されていた6SQ7オクタルベース双二極・三極管 をミニチュア管（カソードは1個）にしたもので、1930年頃の75形三極管とよく似ている。  

## 性能

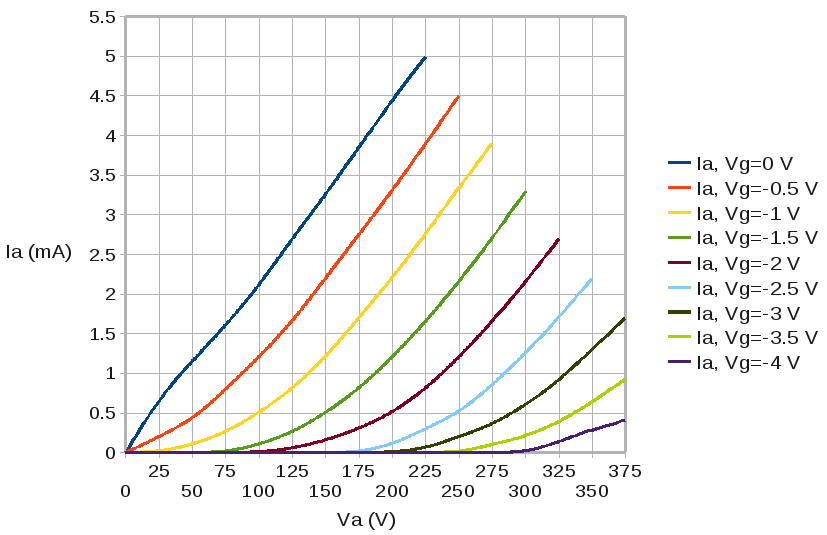
グリッド電圧をパラメータとしたプレート電流特性

12AX7は高利得（100μ程度）、低プレート電流の三極管で低レベルのオーディオ電圧増幅回路に最適である。オーディオアンプの入力段および中間プリアンプ段に広く使用されている。ミラー効果による静電容量が比較的大きいので、高周波用には不向きである。
一般的に12AX7のプレート抵抗は大きく、ほとんどのギターアンプでは100kΩ、ハイファイ機器では220kΩ以上となる。グリッドバイアスはカソード抵抗に供給されることがほとんどである。
カソード抵抗がバイパスされていない場合、負帰還により12AX7の各三極部分の電圧利得は約30μとなる。
プレートインピーダンスを一致させる必要があるので、増幅率は基本的に最大ステージ利得の2倍で、電圧の半分は静止状態の真空管にかかり、半分は負荷抵抗にかかることになる。
　{\displaystyle A_{v}=\mu \times R_{tot}/(r_{P}+R_{tot}+(R_{K}\times (\mu +1))}
ただし
　{\displaystyle A_{v}} ：電圧利得
　{\displaystyle \mu }   ：真空管の増幅率
　{\displaystyle r_{P}}  ：プレート内部抵抗
　{\displaystyle R_{K}} ：カソード抵抗
　{\displaystyle R_{tot}}：{\displaystyle R_{P}}(外付けプレート抵抗)と{\displaystyle R_{load}}との並列接続。
もし、カソード抵抗をバイパスする場合は{\displaystyle R_{K}=0} とする。

## 同様の設計の双三極管
12AX7の型番の「12」はヒーター電圧定格12Vであることを示している。ただし、フィラメントはセンター分岐形なので、6.3V 300mA（並列接続にした場合）、12.6V 150mA（センターを使用せずに直列にした場合）のいずれのヒーター回路にも使用可能である。
同じピン配列（EIA 9A）の双三極ミニチュア管として、12AT7、12AU7、12AV7、12AY7や、低圧12U7、さらに4桁のEIAシリーズもある。
これらの設計は、電圧利得が100μ程度である12AX7よりも利得が低く（プレート電流を大きくするためにトレードオフ）、より高周波の用途に適している。
ファミリーの電圧利得と相互コンダクタンスは幅広く、耐久性、低マイクロフォニック雑音、安定性、寿命などを向上させるよう設計されている。
また、これらは、性能の違いがあるものの、緊急時には差し替えが可能なものもある。
双三極ミニチュア管ファミリーの一員として世界中で製造され続けている。

### 12AX7ファミリー 一覧
- 12AD7（1955年10月10日- 225mA ヒーター電流・低ハムノイズ）
- 12AT7[4]（1947年5月20日 - 6AB4×2に相当、{\displaystyle A_{v}}= 60）
- 12AU7（1946年10月18日 - {\displaystyle A_{v}}= 17-20、6C4[5]×2に相当）
- 12AV7（1950年2月14日 - {\displaystyle A_{v}}= 37-41、6BC4×2に相当）
- 12AX7（1947年9月15日 - {\displaystyle A_{v}}= 100、6DR4×2あるいはオクタルベース6SL7に相当、12AV6(6AV6)双二極・三極（複合管）の三極部分×2相当）
- 12AY7（1948年12月7日 - {\displaystyle A_{v}}= 44）、オーディオ プリアンプで使用されている[6]
- 12AZ7（1951年3月2日 - {\displaystyle A_{v}}= 60、ヒーター電流225mA）
- 12DF7（{\displaystyle A_{v}}= 100、低マイクロフォニック雑音）
- 12DT7（{\displaystyle A_{v}}= 100）
- 12DW7 [7]（第1三極部: {\displaystyle A_{v}}= 100、第2三極部: {\displaystyle A_{v}}= 17）
- 12U7（{\displaystyle A_{v}}= 20、12Vプレート電源の自動車用ラジオに使われていた）

ヨーロッパではマラード・フィリップス社のECC83が一般に知られているが、その他にも低雑音の12AX7A、12AD7、6681、7025、7729、ヨーロッパ版のB339、B759、CV492、CV4004、CV8156、CV8222、ECC803、ECC803S、E2164、M8137、航空機器用の低利得低雑音の5751と6851などが存在する。
ヨーロッパでは、E83CCはECC83というように、ある種の特別な品質のバルブをアルファベットと数字で表記することが多かった。米国では、12AX7WAのようにWをつけると、軍用規格でより信頼性の高い仕様の真空管を指定することができる。
ヨーロッパの呼称の「E」は6.3Vのヒーター電圧仕様として分類され、アメリカの呼称の12AX7は12.6Vのヒーター電圧仕様として分類される。 もちろん、どちらの電圧でも動作するように配線することができる。

## 製造
2022年現在の、12AX7/ECC83の生産状況は次のとおり。
- ロシア／アメリカ

アメリカのNew Sensor社がロシアにおいてSovtek、エレクトロ・ハーモニックス、Svetlana、Tung-Sol、Mullardのブランドで製造している。
- スロヴァキア

旧TESLA社の生産設備を引き継いだJJ Electronicが年間約200万個を生産している。
- 中国

長沙恒陽電子有限公司 (Changsha Hengyang Electronics) がPSVANEのブランド名で販売している。同社は2011年に設立され、2012年に中国南部にある旧貴光電子管工場を買収し、最近では天津全正工場 (TJ Full Music) から旧小信号管製造ラインを取得した。
- ドイツ

TAD (Tube Amp Doctor) がドイツ南西部の町ヴォルムスで検品、出荷している。